# Solárium (centro de bronceado)

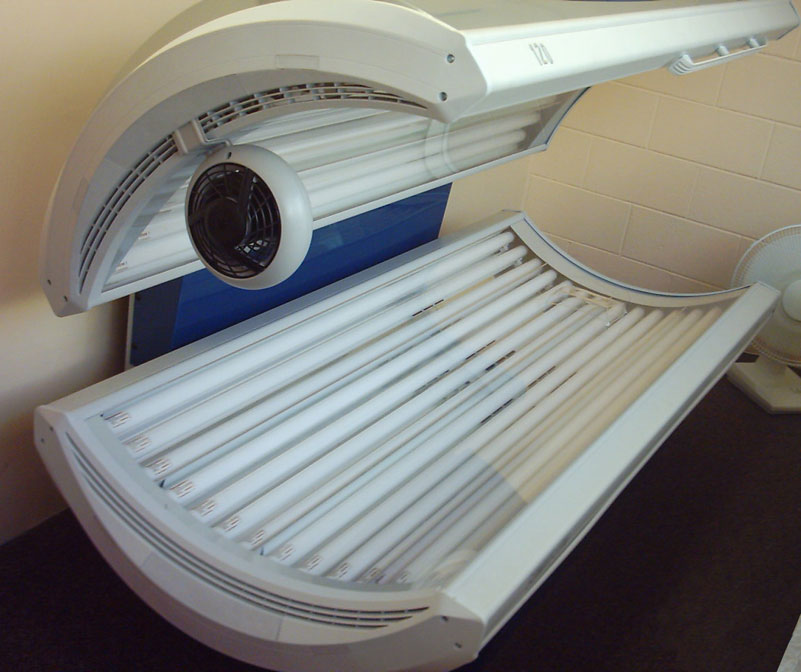
Solárium.

Un solárium o también conocido como centro de bronceado, es un local especializado para la radiación del cuerpo con radiación ultravioleta. Con este tipo de radiación se busca un bronceado de la piel por una motivación estética. Este tipo de técnica también se utiliza en la medicina para tratar diferentes tipos de enfermedades cutáneas.

## Técnica
Los principales componentes técnicos en un solárium son una fuente de radiación ultravioleta, diferentes filtros así como reflectores y una estructura mecánica con una superficie útil.
Los resultados del bronceados varían dependiendo de los soláriums, dado que por un lado los tubos radiadores tienen diferentes potencia y por otro lado la combinación UV-A y UV-B de la radiación ultravioleta. Mientras que la componente UV-A es causante del bronceado de la superficie, que surge de forma rápida e intensiva (pero por otro lado pierde su efecto más rápido), la componente UV-B es responsable de un bronceado más duradero. La desventaja de esta última es que el bronceado no se hace notar hasta dos días después de la exposición a la radiación. Por ello, la cabina más adecuada depende del tipo de bronceado que se busque. La variedad en los tipos de radiación depende de la selección que realice el propietario del solárium.
En el mercado aún se pueden encontrar dispositivos con una potencia radiactora de 0,6 Watt/m², mientras que los nuevos dispositivos, de una potencia menor (0,s Watt/m²) cumplen con la normativa europea vigente de julio de 2007 y se consideran seguros. Sin embargo, los expertos recomiendan no abusar de las radiaciones ultravioleta y utilizar los mismos de forma responsable.

## Etimología
La palabra latina solarium ya existía en la antigüedad y se forma a partir de sol, solis (sol), vocablo vinculado a una raíz indoeuropea *sāwel- (sol), con un sufijo -arium (lugar para algo en sustantivos, relación con algo en adjetivos). Con el término se hacía referencia a una terraza o a una azotea.

## Riesgos para la salud
La Organización Mundial de la Salud rechaza el uso de soláriums con el fin de broncear la piel. Esta afirmación se basa en estudios médicos que demuestran una influencia negativa de la radiación ultravioleta en la piel acelerando por lo general su envejecimiento, un mayor riesgo de cáncer de piel y posibles daños en los ojos. Esta organización cataloga por ello los soláriums desde 2009 como cancerígenos. A aquellos que no quieren renunciar al uso de soláriums con fines estéticos, la Agencia para la Protección contra Radiaciones alemana (BfS) les recomienda consultar primero al dermatólogo, reducir el número de visitas al solárium, no sobrepasar las 50 visitas (incluidas las sesiones de sol natural) al año, utilizar siempre unas gafas protectoras y no utilizar materiales cosméticos (incluida crema solar protectora) antes de una sesión en el solárium.
Antes de la primera visita al solárium se recomienda al usuario determinar su tipo de piel. A las personas con una piel muy clara y con riesgo de quemaduras de sol y riesgo de cáncer de piel no se les recomienda ir al solárium.
El comité científico de productos de consumo de la Comisión Europea recomienda a las personas con factores de riesgo no utilizar las cabinas de los soláriums. Entre los grupos de riesgo cuentan las personas con piel sensible, pecas, lunares numerosos o irregulares o melanomas. Durante el uso de las cabinas se debe prestar atención a una protección adecuada de los ojos. A los soláriums no pueden acudir personas menores de 18 años, dado que en edades tempranas el riesgo de cáncer de piel es aún mayor.

## Legislación
Real Decreto 1002/2002, de 27 de septiembre, por el que se regula la venta y utilización de aparatos de bronceados mediante radiaciones ultravioletas.
(B.O.E. núm. 243 de 10 de octubre de 2002)
En su Capítulo VI, Artículo 14, el Real Decreto indica que la vigilancia e inspección de cuanto se establece en el mismo y normas que lo desarrollen se realizará por los órganos competentes de las comunidades autónomas.
De las 17 comunidades autónomas españolas, las siguientes han elaborado las normas de desarrollo correspondientes:
Aragón-	Decreto 95/2007, de 5 de junio, por el que se aprueba el reglamento que regula la actividad de los centros de bronceado y la venta y alquiler de los aparatos de bronceado mediante radiaciones ultravioletas en Aragón.
Asturias-	Decreto 109/2008, de 15 de octubre, por el que se regula la obligación por parte de las personas titulares de centros de bronceado de declarar su actividad ante la Administración del Principado de Asturias.
Islas Baleares-	Decreto 16/2004, de 13 de febrero, por el cual se regula el ejercicio de la actividad de bronceado artificial.
Castilla-La Mancha- Decreto 88/2006, de 27 de junio, de los centros de bronceado mediante radiaciones ultravioletas.
Cataluña-	Decreto 348/2001, de 4 de diciembre, por el que se regulan los centros de bronceado artificial (Modificado por el Decreto 276/2003).
Comunidad Valenciana-	Decreto 27/2003, de 1 de abril, regulador de las Normas Sanitarias que deben regir para los establecimientos No Sanitarios dedicados a Prácticas de Estética.
Galicia-	Decreto 253/2004, de 7 de octubre, por el que se regulan las actividades de bronceado artificial mediante radiaciones ultravioletas.
Madrid-	Decreto 10/2007, de 22 de febrero, por el que se regulan los centros que utilizan aparatos de bronceado mediante radiaciones ultravioletas en la Comunidad de Madrid.
Comunidad Foral de Navarra-	Decreto Foral 24/2004, de 26 de enero, por el que se regulan las condiciones para la apertura y funcionamiento de los centros de bronceado y el alquiler de aparatos de bronceado.
País Vasco-	Decreto 265/2003, de 28 de octubre, por el que se regula la actividad de bronceado artificial mediante la utilización de radiaciones ultravioletas.